# Zamarada psi
Zamarada psi är en fjärilsart som beskrevs av Fletcher 1974. Zamarada psi ingår i släktet Zamarada och familjen mätare. Inga underarter finns listade i Catalogue of Life.